# Sonja Gerlach (Politikerin)
Sonja Gerlach (* 1971) ist eine ehemalige deutsche Kommunalpolitikerin. Sie war von November 2020 bis Januar 2022 Bürgermeisterin der ostwestfälischen Stadt Porta Westfalica im Kreis Minden-Lübbecke.

## Leben
Nach dem Abitur am Immanuel-Kant-Gymnasium Bad Oeynhausen studierte sie Rechtswissenschaften in Kiel und legte 1999 das Zweite Juristische Staatsexamen ab. Anschließend ging sie an die Universität Osnabrück, wo sie im Bereich der Steuerwissenschaften 2004 promoviert wurde. Sie wurde 2005 Persönliche Referentin des niedersächsischen Finanzministers und 2007 Referentin in der Niedersächsischen Staatskanzlei. Sie wechselte 2008 als Geschäftsbereichsleiterin zur IHK Osnabrück-Emsland. Als Leiterin des Ministerbüros im Niedersächsischen Ministerium für Wissenschaft und Kultur kehrte sie 2009 in die Landesverwaltung zurück. Ab 2013 übernahm sie im Bundesministerium für Bildung und Forschung (BMBF) mehrere Aufgaben, zuletzt als IT-Beauftragte.
2020 wurde sie von der CDU in Porta Westfalica als Bürgermeisterin aufgestellt und gewann im November die Stichwahl gegen Jörg Achilles (SPD). Am 25. Januar 2022 trat sie nach Streitigkeiten im Stadtrat zurück. Seitdem arbeitet sie wie zuvor im Bundesinstitut für Bildung und Forschung.

## Politik
Gerlach trat als Bürgermeisterkandidatin der CDU und der FDP an.
Gerlach positionierte sich während ihrer Amtszeit für die Stadt Porta-Westfalica gegen die Neubaustrecke Bielefeld–Hannover und setzte sich für den Ausbau der Bestandsstrecke ein.
Ihrem Rücktritt im Januar 2022 waren Streitigkeiten über den Haushalt der Stadt vorangegangen.